# A Drug Problem That Never Existed
A Drug Problem That Never Existed is het tweede album van de Amerikaanse band Mondo Generator.
De nummers "Jr. High Love" en "Day I Die" waren eerder opgenomen voor de Desert Sessions. "Day I Die" is tijdens de Desert Sessions 5 & 6 opgenomen als "I'm Dead" en "Jr. High Love" komt van de Desert Sessions 3 & 4. "Girl's Like Christ" is een opnieuw opgenomen nummer van de band Dwarfs. Het nummer heette officieel "There She Goes Again" en werd veranderd door Oliveri. Josh Homme schreef ook mee aan het album. De teksten gaan over de scheiding met zijn toenmalige vrouw, drugsgebruik en het overlijden van zijn vader.
Nick Oliveri toerde om het album te promoten samen met Brant Bjork, Molly McGuire, en Dave Catching door de Verenigde Staten en Europa.

## Nummers
| nr. | titel                      | muziek / tekst                 | duur |
| --- | -------------------------- | ------------------------------ | ---- |
| 1   | "Meth, I Hear You Callin'" | Brad Cook                      | 1:13 |
| 2   | "Here We Come"             | Nick Oliveri                   | 1:40 |
| 3   | "So High, So Low"          | Nick Oliveri                   | 2:35 |
| 4   | "Do the Headright"         | Nick Oliveri & Josh Homme      | 2:34 |
| 5   | "Open Up And Bleed for Me" | Nick Oliveri                   | 3:18 |
| 6   | "All I Can Do"             | Nick Oliveri                   | 2:43 |
| 7   | "F.Y. I'm Free"            | Nick Oliveri & Blag Dahlia     | 2:12 |
| 8   | "Detroit"                  | Nick Oliveri                   | 3:00 |
| 9   | "Me and You"               | Nick Oliveri & Josh Homme      | 2:12 |
| 10  | "Like You Want"            | Blag Dahlia                    | 2:07 |
| 11  | "Girl's Like Christ"       | Nick Oliveri & Blag Dahlia     | 1:39 |
| 12  | "Day I Die"                | Nick Oliveri                   | 2:56 |
| 13  | "Jr. High Love"            | Nick Oliveri                   | 2:00 |
| 14  | "Four Corners"             | Nick Oliveri & Deborah Viereck | 5:33 |
| 15  | (hidden track)             | Nick Oliveri                   | 1:55 |

## Muzikanten
Band
- Nick Oliveri
- Brant Bjork
- Molly McGuire
- Dave Catching

Sessiemuzikanten
- Rex Everything
- Pierre Pressurer
- Mark Lanegan
- Josh Homme
- Troy Van Leeuwen
- Josh Freese
- Ashlee S.
- Marc Diamond
- Sean D.
- Blag Jesus (Blag Dahlia)
- Alain Johannes
- Carlo Von Sexron